# Tour des Alpes-Maritimes et du Var 2023
Tour des Alpes-Maritimes et du Var 2023 var den 55. udgave af det franske etapeløb Tour des Alpes-Maritimes et du Var. Cykelløbets tre etaper blev kørt fra 17. februar hvor det startede i Saint-Raphaël, til 19. februar 2023 hvor løbet sluttede i Vence. Løbet var en del UCI Europe Tour 2023. Det var første gang at det danske fusionshold Leopard TOGT Pro Cycling stillede til start i et løb.
Arkéa-Samsics franske rytter Kévin Vauquelin vandt løbet samlet, efter at han på første etape havde erobret løbets førertrøje.

## Etaperne
| Etape    | Dato     | Start – Mål                    | type          | Afstand (km) | Elevation (m) | Etapevinder            | Førende rytter  |
| -------- | -------- | ------------------------------ | ------------- | ------------ | ------------- | ---------------------- | --------------- |
| 1. etape | 17. feb. | Saint-Raphaël – Ramatuelle     | kuperet etape | 187          | 1.935 m       | Kévin Vauquelin        | Kévin Vauquelin |
| 2. etape | 18. feb. | Mandelieu-la-Napoule – Antibes | kuperet etape | 179          | 2.538 m       | Mattias Skjelmose      | Kévin Vauquelin |
| 3. etape | 19. feb. | Villefranche-sur-Mer – Vence   | kuperet etape | 139          | 2.413 m       | Aurélien Paret-Peintre | Kévin Vauquelin |

### 1. etape
| Saint-Raphaël - Ramatuelle | kuperet etape | (187 km) |

| \| Etaperesultat \| Etaperesultat \| Etaperesultat \| Etaperesultat \| Etaperesultat \| \| Rytter \| Rytter \| Hold \| Tid \| \| \| ------------- \| ---------------------- \| --------------------- \| ------------- \| ------------- \| \| 1. \| Kévin Vauquelin \| Arkéa-Samsic \| 4t 23' 07" \| \| \| 2. \| Neilson Powless \| EF Education-EasyPost \| + 5" \| \| \| 3. \| Kevin Geniets \| Groupama-FDJ \| + 5" \| \| \| 4. \| Aurélien Paret-Peintre \| AG2R Citroën Team \| + 9" \| \| \| 5. \| Bryan Coquard \| Cofidis \| + 25" \| \| \| 6. \| Anthony Turgis \| TotalEnergies \| + 25" \| \| \| 7. \| Nacer Bouhanni \| Arkéa-Samsic \| + 25" \| \| \| 8. \| Anthony Perez \| Cofidis \| + 25" \| \| \| 9. \| Marco Tizza \| Bingoal WB \| + 25" \| \| \| 10. \| Clément Russo \| Arkéa-Samsic \| + 25" \| \| |                        |                       |            |
| |                        |                       |            |
| |                        |                       |            |
| Etaperesultat |                        |                       |            |
| Rytter | Rytter                 | Hold                  | Tid        |
| 1. | Kévin Vauquelin        | Arkéa-Samsic          | 4t 23' 07" |
| 2. | Neilson Powless        | EF Education-EasyPost | + 5"       |
| 3. | Kevin Geniets          | Groupama-FDJ          | + 5"       |
| 4. | Aurélien Paret-Peintre | AG2R Citroën Team     | + 9"       |
| 5. | Bryan Coquard          | Cofidis               | + 25"      |
| 6. | Anthony Turgis         | TotalEnergies         | + 25"      |
| 7. | Nacer Bouhanni         | Arkéa-Samsic          | + 25"      |
| 8. | Anthony Perez          | Cofidis               | + 25"      |
| 9. | Marco Tizza            | Bingoal WB            | + 25"      |
| 10. | Clément Russo          | Arkéa-Samsic          | + 25"      |

| \| Samlede stilling \| Samlede stilling \| Samlede stilling \| Samlede stilling \| Samlede stilling \| \| Rytter \| Rytter \| Hold \| Tid \| \| \| ---------------- \| ---------------------- \| --------------------- \| ---------------- \| ---------------- \| \| 1. \| Kévin Vauquelin \| Arkéa-Samsic \| 4t 22' 57" \| \| \| 2. \| Neilson Powless \| EF Education-EasyPost \| + 9" \| \| \| 3. \| Kevin Geniets \| Groupama-FDJ \| + 11" \| \| \| 4. \| Aurélien Paret-Peintre \| AG2R Citroën Team \| + 19" \| \| \| 5. \| Julien Bernard \| Trek-Segafredo \| + 31" \| \| \| 6. \| Bryan Coquard \| Cofidis \| + 35" \| \| \| 7. \| Anthony Turgis \| TotalEnergies \| + 35" \| \| \| 8. \| Nacer Bouhanni \| Arkéa-Samsic \| + 35" \| \| \| 9. \| Anthony Perez \| Cofidis \| + 35" \| \| \| 10. \| Marco Tizza \| Bingoal WB \| + 35" \| \| |                        |                       |            |
| |                        |                       |            |
| |                        |                       |            |
| Samlede stilling |                        |                       |            |
| Rytter | Rytter                 | Hold                  | Tid        |
| 1. | Kévin Vauquelin        | Arkéa-Samsic          | 4t 22' 57" |
| 2. | Neilson Powless        | EF Education-EasyPost | + 9"       |
| 3. | Kevin Geniets          | Groupama-FDJ          | + 11"      |
| 4. | Aurélien Paret-Peintre | AG2R Citroën Team     | + 19"      |
| 5. | Julien Bernard         | Trek-Segafredo        | + 31"      |
| 6. | Bryan Coquard          | Cofidis               | + 35"      |
| 7. | Anthony Turgis         | TotalEnergies         | + 35"      |
| 8. | Nacer Bouhanni         | Arkéa-Samsic          | + 35"      |
| 9. | Anthony Perez          | Cofidis               | + 35"      |
| 10. | Marco Tizza            | Bingoal WB            | + 35"      |

### 2. etape
| Mandelieu-la-Napoule - Antibes | kuperet etape | (179 km) |

| \| Etaperesultat \| Etaperesultat \| Etaperesultat \| Etaperesultat \| Etaperesultat \| \| Rytter \| Rytter \| Hold \| Tid \| \| \| ------------- \| ----------------- \| --------------------- \| ------------- \| ------------- \| \| 1. \| Mattias Skjelmose \| Trek-Segafredo \| 4t 06' 20" \| \| \| 2. \| Neilson Powless \| EF Education-EasyPost \| + 0" \| \| \| 3. \| Kévin Vauquelin \| Arkéa-Samsic \| + 0" \| \| \| 4. \| Anthony Turgis \| TotalEnergies \| + 0" \| \| \| 5. \| Benjamin Thomas \| Cofidis \| + 0" \| \| \| 6. \| David Gaudu \| Groupama-FDJ \| + 0" \| \| \| 7. \| Clément Venturini \| AG2R Citroën Team \| + 0" \| \| \| 8. \| Samuel Watson \| Groupama-FDJ \| + 0" \| \| \| 9. \| Romain Bardet \| Team DSM \| + 0" \| \| \| 10. \| Andrea Piccolo \| EF Education-EasyPost \| + 0" \| \| |                   |                       |            |
| |                   |                       |            |
| |                   |                       |            |
| Etaperesultat |                   |                       |            |
| Rytter | Rytter            | Hold                  | Tid        |
| 1. | Mattias Skjelmose | Trek-Segafredo        | 4t 06' 20" |
| 2. | Neilson Powless   | EF Education-EasyPost | + 0"       |
| 3. | Kévin Vauquelin   | Arkéa-Samsic          | + 0"       |
| 4. | Anthony Turgis    | TotalEnergies         | + 0"       |
| 5. | Benjamin Thomas   | Cofidis               | + 0"       |
| 6. | David Gaudu       | Groupama-FDJ          | + 0"       |
| 7. | Clément Venturini | AG2R Citroën Team     | + 0"       |
| 8. | Samuel Watson     | Groupama-FDJ          | + 0"       |
| 9. | Romain Bardet     | Team DSM              | + 0"       |
| 10. | Andrea Piccolo    | EF Education-EasyPost | + 0"       |

| \| Samlede stilling \| Samlede stilling \| Samlede stilling \| Samlede stilling \| Samlede stilling \| \| Rytter \| Rytter \| Hold \| Tid \| \| \| ---------------- \| ---------------------- \| --------------------- \| ---------------- \| ---------------- \| \| 1. \| Kévin Vauquelin \| Arkéa-Samsic \| 8t 29' 13" \| \| \| 2. \| Neilson Powless \| EF Education-EasyPost \| + 7" \| \| \| 3. \| Kevin Geniets \| Groupama-FDJ \| + 14" \| \| \| 4. \| Aurélien Paret-Peintre \| AG2R Citroën Team \| + 23" \| \| \| 5. \| Mattias Skjelmose \| Trek-Segafredo \| + 27" \| \| \| 6. \| Anthony Turgis \| TotalEnergies \| + 39" \| \| \| 7. \| Marco Tizza \| Bingoal WB \| + 39" \| \| \| 8. \| Romain Bardet \| Team DSM \| + 39" \| \| \| 9. \| Andrea Piccolo \| EF Education-EasyPost \| + 39" \| \| \| 10. \| Samuel Watson \| Groupama-FDJ \| + 39" \| \| |                        |                       |            |
| |                        |                       |            |
| |                        |                       |            |
| Samlede stilling |                        |                       |            |
| Rytter | Rytter                 | Hold                  | Tid        |
| 1. | Kévin Vauquelin        | Arkéa-Samsic          | 8t 29' 13" |
| 2. | Neilson Powless        | EF Education-EasyPost | + 7"       |
| 3. | Kevin Geniets          | Groupama-FDJ          | + 14"      |
| 4. | Aurélien Paret-Peintre | AG2R Citroën Team     | + 23"      |
| 5. | Mattias Skjelmose      | Trek-Segafredo        | + 27"      |
| 6. | Anthony Turgis         | TotalEnergies         | + 39"      |
| 7. | Marco Tizza            | Bingoal WB            | + 39"      |
| 8. | Romain Bardet          | Team DSM              | + 39"      |
| 9. | Andrea Piccolo         | EF Education-EasyPost | + 39"      |
| 10. | Samuel Watson          | Groupama-FDJ          | + 39"      |

### 3. etape
| Villefranche-sur-Mer - Vence | kuperet etape | (139 km) |

| \| Etaperesultat \| Etaperesultat \| Etaperesultat \| Etaperesultat \| Etaperesultat \| \| Rytter \| Rytter \| Hold \| Tid \| \| \| ------------- \| ---------------------- \| ------------------------ \| ------------- \| ------------- \| \| 1. \| Aurélien Paret-Peintre \| AG2R Citroën Team \| 4t 08' 45" \| \| \| 2. \| Mattias Skjelmose \| Trek-Segafredo \| + 5" \| \| \| 3. \| Kévin Vauquelin \| Arkéa-Samsic \| + 5" \| \| \| 4. \| Romain Bardet \| Team DSM \| + 5" \| \| \| 5. \| Anthony Perez \| Cofidis \| + 5" \| \| \| 6. \| Kevin Geniets \| Groupama-FDJ \| + 5" \| \| \| 7. \| Mathias Bregnhøj \| Leopard TOGT Pro Cycling \| + 5" \| \| \| 8. \| Torstein Træen \| Uno-X Pro Cycling Team \| + 5" \| \| \| 9. \| Neilson Powless \| EF Education-EasyPost \| + 5" \| \| \| 10. \| Felix Gall \| AG2R Citroën Team \| + 5" \| \| |                        |                          |            |
| |                        |                          |            |
| |                        |                          |            |
| Etaperesultat |                        |                          |            |
| Rytter | Rytter                 | Hold                     | Tid        |
| 1. | Aurélien Paret-Peintre | AG2R Citroën Team        | 4t 08' 45" |
| 2. | Mattias Skjelmose      | Trek-Segafredo           | + 5"       |
| 3. | Kévin Vauquelin        | Arkéa-Samsic             | + 5"       |
| 4. | Romain Bardet          | Team DSM                 | + 5"       |
| 5. | Anthony Perez          | Cofidis                  | + 5"       |
| 6. | Kevin Geniets          | Groupama-FDJ             | + 5"       |
| 7. | Mathias Bregnhøj       | Leopard TOGT Pro Cycling | + 5"       |
| 8. | Torstein Træen         | Uno-X Pro Cycling Team   | + 5"       |
| 9. | Neilson Powless        | EF Education-EasyPost    | + 5"       |
| 10. | Felix Gall             | AG2R Citroën Team        | + 5"       |

## Resultater

### Samlede stilling
| \| Samlede stilling \| Samlede stilling \| Samlede stilling \| Samlede stilling \| Samlede stilling \| \| Rytter \| Rytter \| Hold \| Tid \| \| \| ---------------- \| ---------------------- \| ---------------------- \| ---------------- \| ---------------- \| \| 1. \| Kévin Vauquelin \| Arkéa-Samsic \| 11t 37' 58" \| \| \| 2. \| Aurélien Paret-Peintre \| AG2R Citroën Team \| + 7" \| \| \| 3. \| Neilson Powless \| EF Education-EasyPost \| + 10" \| \| \| 4. \| Kevin Geniets \| Groupama-FDJ \| + 19" \| \| \| 5. \| Mattias Skjelmose \| Trek-Segafredo \| + 26" \| \| \| 6. \| Felix Gall \| AG2R Citroën Team \| + 42" \| \| \| 7. \| David Gaudu \| Groupama-FDJ \| + 43" \| \| \| 8. \| Romain Bardet \| Team DSM \| + 44" \| \| \| 9. \| Anthony Perez \| Cofidis \| + 44" \| \| \| 10. \| Torstein Træen \| Uno-X Pro Cycling Team \| + 44" \| \| |                        |                        |             |
| |                        |                        |             |
| Kilde: ProCyclingStats |                        |                        |             |
| Samlede stilling |                        |                        |             |
| Rytter | Rytter                 | Hold                   | Tid         |
| 1. | Kévin Vauquelin        | Arkéa-Samsic           | 11t 37' 58" |
| 2. | Aurélien Paret-Peintre | AG2R Citroën Team      | + 7"        |
| 3. | Neilson Powless        | EF Education-EasyPost  | + 10"       |
| 4. | Kevin Geniets          | Groupama-FDJ           | + 19"       |
| 5. | Mattias Skjelmose      | Trek-Segafredo         | + 26"       |
| 6. | Felix Gall             | AG2R Citroën Team      | + 42"       |
| 7. | David Gaudu            | Groupama-FDJ           | + 43"       |
| 8. | Romain Bardet          | Team DSM               | + 44"       |
| 9. | Anthony Perez          | Cofidis                | + 44"       |
| 10. | Torstein Træen         | Uno-X Pro Cycling Team | + 44"       |

### Bjergkonkurrencen
| Bjergkonkurrence | Bjergkonkurrence           | Bjergkonkurrence      | Bjergkonkurrence | Bjergkonkurrence |
| Rytter           | Rytter                     | Hold                  | Point            |                  |
| ---------------- | -------------------------- | --------------------- | ---------------- | ---------------- |
| 1.               | David Gaudu                | Groupama-FDJ          | 34 point         |                  |
| 2.               | Romain Bardet              | Team DSM              | 18 point         |                  |
| 3.               | Romain Grégoire            | Groupama-FDJ          | 16 point         |                  |
| 4.               | Aurélien Paret-Peintre     | AG2R Citroën Team     | 16 point         |                  |
| 5.               | Mathieu Burgaudeau         | TotalEnergies         | 12 point         |                  |
| 6.               | Marco Brenner              | Team DSM              | 12 point         |                  |
| 7.               | Julien Bernard             | Trek-Segafredo        | 10 point         |                  |
| 8.               | Hugh Carthy                | EF Education-EasyPost | 10 point         |                  |
| 9.               | Jefferson Alexander Cepeda | EF Education-EasyPost | 10 point         |                  |
| 10.              | Victor Lafay               | Cofidis               | 8 point          |                  |

### Pointkonkurrencen
| Pointkonkurrence | Pointkonkurrence           | Pointkonkurrence           | Pointkonkurrence | Pointkonkurrence |
| Rytter           | Rytter                     | Hold                       | Point            |                  |
| ---------------- | -------------------------- | -------------------------- | ---------------- | ---------------- |
| 1.               | Mattias Skjelmose          | Trek-Segafredo             | 30 point         |                  |
| 2.               | Aurélien Paret-Peintre     | AG2R Citroën Team          | 24 point         |                  |
| 3.               | Kévin Vauquelin            | Arkéa-Samsic               | 24 point         |                  |
| 4.               | Neilson Powless            | EF Education-EasyPost      | 22 point         |                  |
| 5.               | Jean-Louis Le Ny           | Nice Métropole Côte d'Azur | 10 point         |                  |
| 6.               | Julien Bernard             | Trek-Segafredo             | 8 point          |                  |
| 7.               | Bryan Coquard              | Cofidis                    | 6 point          |                  |
| 8.               | Kevin Geniets              | Groupama-FDJ               | 6 point          |                  |
| 9.               | Mads Østergaard Kristensen | Leopard TOGT Pro Cycling   | 6 point          |                  |
| 10.              | Felix Gall                 | AG2R Citroën Team          | 4 point          |                  |

### Ungdomskonkurrencen
| Ungdomskonkurrence | Ungdomskonkurrence     | Ungdomskonkurrence                | Ungdomskonkurrence | Ungdomskonkurrence |
| Rytter             | Rytter                 | Hold                              | Tid                |                    |
| ------------------ | ---------------------- | --------------------------------- | ------------------ | ------------------ |
| 1.                 | Kévin Vauquelin        | Arkéa-Samsic                      | 11t 37' 58"        |                    |
| 2.                 | Mattias Skjelmose      | Trek-Segafredo                    | + 26"              |                    |
| 3.                 | Romain Grégoire        | Groupama-FDJ                      | + 1' 29"           |                    |
| 4.                 | Lennert Van Eetvelt    | Lotto Dstny                       | + 1' 29"           |                    |
| 5.                 | Thomas Gachignard      | Saint Michel-Mavic-Auber 93       | + 1' 38"           |                    |
| 6.                 | Max Poole              | Team DSM                          | + 8' 30"           |                    |
| 7.                 | Jordan Jegat           | CIC U Nantes Atlantique           | + 10' 00"          |                    |
| 8.                 | Harold Martín López    | Astana Qazaqstan Development Team | + 10' 00"          |                    |
| 9.                 | Bastien Tronchon       | AG2R Citroën Team                 | + 11' 41"          |                    |
| 10.                | Martin Bugge Urianstad | Uno-X Pro Cycling Team            | + 12' 24"          |                    |

### Holdkonkurrencen
| Holdkonkurrence | Holdkonkurrence       | Holdkonkurrence | Holdkonkurrence |
| Hold            | Hold                  | Tid             |                 |
| --------------- | --------------------- | --------------- | --------------- |
| 1.              | Groupama-FDJ          | 34t 55' 49"     |                 |
| 2.              | AG2R Citroën Team     | + 50"           |                 |
| 3.              | Trek-Segafredo        | + 2' 55"        |                 |
| 4.              | EF Education-EasyPost | + 7' 25"        |                 |
| 5.              | Cofidis               | + 9' 29"        |                 |

## Hold og ryttere
| UCI WorldTeams (7)- AG2R Citroën Team - Arkéa-Samsic - Cofidis - Groupama-FDJ - Trek-Segafredo - EF Education-EasyPost - Team DSM UCI ProTeams (4)- TotalEnergies - Uno-X Pro Cycling Team - Q36.5 Pro Cycling Team - Bingoal WB UCI Kontinentalhold (7)- Lotto Dstny Development Team - Go Sport-Roubaix Lille Métropole - Saint Michel-Mavic-Auber 93 - Nice Métropole Côte d'Azur - CIC U Nantes Atlantique - Astana Qazaqstan Development Team - Leopard TOGT Pro Cycling |
| |

### Danske ryttere
| Danske ryttere på startlisten |                            |                          |           |
| Rygnummer                     | Rytter                     | Hold                     | Placering |
| 36                            | Mattias Skjelmose          | Trek-Segafredo           | 5         |
| 91                            | Jonas Gregaard             | Uno-X Pro Cycling Team   | 22        |
| 93                            | Jacob Hindsgaul            | Uno-X Pro Cycling Team   | 88        |
| 141                           | Mathias Bregnhøj           | Leopard TOGT Pro Cycling | 11        |
| 142                           | Oliver Knudsen             | Leopard TOGT Pro Cycling | 87        |
| 143                           | Andreas Stokbro            | Leopard TOGT Pro Cycling | 49        |
| 144                           | Mads Østergaard Kristensen | Leopard TOGT Pro Cycling | 98        |
| 145                           | Emil Vinjebo               | Leopard TOGT Pro Cycling | DNF–3     |
| 166                           | Rasmus Søjberg Pedersen    | CIC U Nantes Atlantique  | 94        |

* DNF = gennemførte ikke

### Startliste
| Arkéa-Samsic ARK | Arkéa-Samsic ARK          | Arkéa-Samsic ARK |
| ---------------- | ------------------------- | ---------------- |
| Nr.              | Rytter                    | Placering        |
| 1                | Clément Russo (FRA)       | 79.              |
| 2                | Nacer Bouhanni (FRA)      | 78.              |
| 3                | Kévin Vauquelin (FRA)     | 1.               |
| 4                | Clément Champoussin (FRA) | 26.              |
| 5                | Donavan Grondin (FRA)     | 89.              |
| 6                | Maxime Bouet (FRA)        | 45.              |
| 7                | Alessandro Verre (ITA)    | 68.              |

| Groupama-FDJ GFC | Groupama-FDJ GFC      | Groupama-FDJ GFC |
| ---------------- | --------------------- | ---------------- |
| Nr.              | Rytter                | Placering        |
| 11               | David Gaudu (FRA)     | 7.               |
| 12               | Kevin Geniets (LUX)   | 4.               |
| 13               | Romain Grégoire (FRA) | 17.              |
| 14               | Rudy Molard (FRA)     | 12.              |
| 15               | Quentin Pacher (FRA)  | 35.              |
| 16               | Thibaut Pinot (FRA)   | 14.              |
| 17               | Samuel Watson (GBR)   | 56.              |

| Cofidis COF | Cofidis COF              | Cofidis COF |
| ----------- | ------------------------ | ----------- |
| Nr.         | Rytter                   | Placering   |
| 21          | Benjamin Thomas (FRA)    | 32.         |
| 22          | Bryan Coquard (FRA)      | 33.         |
| 23          | Piet Allegaert (BEL)     | 61.         |
| 24          | Davide Cimolai (ITA)     | 60.         |
| 25          | Alexandre Delettre (FRA) | 69.         |
| 26          | Victor Lafay (FRA)       | 13.         |
| 27          | Anthony Perez (FRA)      | 9.          |

| Trek-Segafredo TFS | Trek-Segafredo TFS      | Trek-Segafredo TFS |
| ------------------ | ----------------------- | ------------------ |
| Nr.                | Rytter                  | Placering          |
| 31                 | Toms Skujiņš (LAT)      | 25.                |
| 32                 | Julien Bernard (FRA)    | 24.                |
| 33                 | Dario Cataldo (ITA)     | 51.                |
| 34                 | Kenny Elissonde (FRA)   | 21.                |
| 35                 | Alex Kirsch (LUX)       |                    |
| 36                 | Mattias Skjelmose (DEN) | 5.                 |

| AG2R Citroën Team ACT | AG2R Citroën Team ACT        | AG2R Citroën Team ACT |
| --------------------- | ---------------------------- | --------------------- |
| Nr.                   | Rytter                       | Placering             |
| 41                    | Franck Bonnamour (FRA)       | DNF-2                 |
| 42                    | Mikaël Cherel (FRA)          | 23.                   |
| 43                    | Felix Gall (AUT)             | 6.                    |
| 44                    | Aurélien Paret-Peintre (FRA) | 2.                    |
| 45                    | Pierre Gautherat (FRA)       | 59.                   |
| 46                    | Bastien Tronchon (FRA)       | 42.                   |
| 47                    | Clément Venturini (FRA)      | 29.                   |

| EF Education-EasyPost EFE | EF Education-EasyPost EFE      | EF Education-EasyPost EFE |
| ------------------------- | ------------------------------ | ------------------------- |
| Nr.                       | Rytter                         | Placering                 |
| 51                        | Esteban Chaves (COL)           | 28.                       |
| 52                        | Jonathan Caicedo (ECU)         | 52.                       |
| 53                        | Hugh Carthy (GBR)              | 15.                       |
| 54                        | Jefferson Alveiro Cepeda (ECU) | 47.                       |
| 55                        | Andrea Piccolo (ITA)           |                           |
| 56                        | Neilson Powless (USA)          | 3.                        |
| 57                        | James Shaw (GBR)               | 46.                       |

| Team DSM DSM | Team DSM DSM             | Team DSM DSM |
| ------------ | ------------------------ | ------------ |
| Nr.          | Rytter                   | Placering    |
| 61           | Romain Bardet (FRA)      | 8.           |
| 62           | Marco Brenner (GER)      | 66.          |
| 63           | Leon Heinschke (GER)     | 91.          |
| 64           | Lorenzo Milesi (ITA)     |              |
| 65           | Max Poole (GBR)          | 27.          |
| 66           | Florian Stork (GER)      |              |
| 67           | Henri Vandenabeele (BEL) | 55.          |

| Lotto Dstny Development Team LDD | Lotto Dstny Development Team LDD | Lotto Dstny Development Team LDD |
| -------------------------------- | -------------------------------- | -------------------------------- |
| Nr.                              | Rytter                           | Placering                        |
| 71                               | Lennert Van Eetvelt (BEL)        | 18.                              |
| 72                               | Ramses Debruyne (BEL)            | 50.                              |
| 73                               | Joshua Giddings (GBR)            |                                  |
| 74                               | Alec Segaert (BEL)               |                                  |
| 75                               | Jarne Van De Paar (BEL)          |                                  |
| 76                               | Lorenz Van De Wynkele (BEL)      |                                  |
| 77                               | Jago Willems (BEL)               | 64.                              |

| TotalEnergies TEN | TotalEnergies TEN        | TotalEnergies TEN |
| ----------------- | ------------------------ | ----------------- |
| Nr.               | Rytter                   | Placering         |
| 81                | Mathieu Burgaudeau (FRA) | 39.               |
| 82                | Fabien Doubey (FRA)      | 19.               |
| 83                | Sandy Dujardin (FRA)     | 79.               |
| 84                | Valentin Ferron (FRA)    | 31.               |
| 85                | Julien Simon (FRA)       | 34.               |
| 86                | Anthony Turgis (FRA)     |                   |
| 87                | Alexis Vuillermoz (FRA)  | 30.               |

| Uno-X Pro Cycling Team UXT | Uno-X Pro Cycling Team UXT       | Uno-X Pro Cycling Team UXT |
| -------------------------- | -------------------------------- | -------------------------- |
| Nr.                        | Rytter                           | Placering                  |
| 91                         | Jonas Gregaard (DEN)             | 22.                        |
| 92                         | Idar Andersen (NOR)              |                            |
| 93                         | Jacob Hindsgaul (DEN)            | 88.                        |
| 94                         | Ådne Holter (NOR)                | 70.                        |
| 95                         | Anders Halland Johannessen (NOR) |                            |
| 96                         | Torstein Træen (NOR)             | 10.                        |
| 97                         | Martin Bugge Urianstad (NOR)     | 43.                        |

| Q36.5 Pro Cycling Team Q36 | Q36.5 Pro Cycling Team Q36 | Q36.5 Pro Cycling Team Q36 |
| -------------------------- | -------------------------- | -------------------------- |
| Nr.                        | Rytter                     | Placering                  |
| 101                        | Negasi Abreha (ETH)        |                            |
| 102                        | Alessandro Fedeli (ITA)    | 57.                        |
| 103                        | Cyrus Monk (AUS)           | 81.                        |
| 104                        | Kamil Małecki (POL)        | 63.                        |
| 105                        | Tom Devriendt (BEL)        |                            |
| 106                        | Tobias Ludvigsson (SWE)    | 40.                        |
| 107                        | Matteo Moschetti (ITA)     | 80.                        |

| Bingoal WB BWB | Bingoal WB BWB            | Bingoal WB BWB |
| -------------- | ------------------------- | -------------- |
| Nr.            | Rytter                    | Placering      |
| 111            | Alexis Guérin (FRA)       | 58.            |
| 112            | Julian Mertens (BEL)      | 48.            |
| 113            | Rémy Mertz (BEL)          | 37.            |
| 114            | Dimitri Peyskens (BEL)    | 65.            |
| 115            | Marco Tizza (ITA)         | 16.            |
| 116            | Aaron Van der Beken (BEL) | 62.            |
| 117            | Nathan Vandepitte (FRA)   | 96.            |

| Go Sport-Roubaix Lille Métropole GRL | Go Sport-Roubaix Lille Métropole GRL | Go Sport-Roubaix Lille Métropole GRL |
| ------------------------------------ | ------------------------------------ | ------------------------------------ |
| Nr.                                  | Rytter                               | Placering                            |
| 121                                  | Célestin Guillon (FRA)               | DNF-2                                |
| 122                                  | Maxime Jarnet (FRA)                  | 54.                                  |
| 123                                  | Maximilien Juillard (FRA)            | 53.                                  |
| 124                                  | Samuel Leroux (FRA)                  | 85.                                  |
| 125                                  | Tom Mainguenaud (FRA)                | 74.                                  |
| 126                                  | Kenny Molly (BEL)                    | DNF-2                                |

| Saint Michel-Mavic-Auber 93 AUB | Saint Michel-Mavic-Auber 93 AUB | Saint Michel-Mavic-Auber 93 AUB |
| ------------------------------- | ------------------------------- | ------------------------------- |
| Nr.                             | Rytter                          | Placering                       |
| 131                             | Rudy Barbier (FRA)              |                                 |
| 132                             | Romain Cardis (FRA)             | 41.                             |
| 133                             | Nicolas Debeaumarché (FRA)      |                                 |
| 134                             | Théo Delacroix (FRA)            | DNF-2                           |
| 135                             | Joris Delbove (FRA)             |                                 |
| 136                             | Anthony Maldonado (FRA)         |                                 |
| 137                             | Flavien Maurelet (FRA)          |                                 |

| Leopard TOGT Pro Cycling LTP | Leopard TOGT Pro Cycling LTP     | Leopard TOGT Pro Cycling LTP |
| ---------------------------- | -------------------------------- | ---------------------------- |
| Nr.                          | Rytter                           | Placering                    |
| 141                          | Mathias Bregnhøj (DEN)           | 11.                          |
| 142                          | Oliver Knudsen (DEN)             | 87.                          |
| 143                          | Andreas Stokbro (DEN)            | 49.                          |
| 144                          | Mads Østergaard Kristensen (DEN) | 98.                          |
| 145                          | Emil Vinjebo (DEN)               |                              |
| 146                          | Cédric Pries (LUX)               | 97.                          |
| 147                          | Colin Heiderscheid (LUX)         | 95.                          |

| Astana Qazaqstan Development Team AQD | Astana Qazaqstan Development Team AQD | Astana Qazaqstan Development Team AQD |
| ------------------------------------- | ------------------------------------- | ------------------------------------- |
| Nr.                                   | Rytter                                | Placering                             |
| 151                                   | Nicolas Vinokurov (KAZ)               | 92.                                   |
| 152                                   | Harold Martín López (ECU)             | 38.                                   |
| 153                                   | Alexander Winokurow (KAZ)             | 99.                                   |
| 154                                   | Jevgenij Giditj (KAZ)                 | 93.                                   |
| 155                                   | Daniil Pronskij (KAZ)                 | 73.                                   |
| 156                                   | Andrej Remkhe (KAZ)                   | 82.                                   |
| 157                                   | Andrej Zejts (KAZ)                    | 86.                                   |

| CIC U Nantes Atlantique UCN | CIC U Nantes Atlantique UCN | CIC U Nantes Atlantique UCN |
| --------------------------- | --------------------------- | --------------------------- |
| Nr.                         | Rytter                      | Placering                   |
| 161                         | Jordan Jegat (FRA)          | 36.                         |
| 162                         | Yaël Joalland (FRA)         | 77.                         |
| 163                         | Léo Danès (FRA)             |                             |
| 164                         | Maël Guégan (FRA)           | 84.                         |
| 165                         | Robin Plamondon (CAN)       | 44.                         |
| 166                         | Lucas Bourgoyne (USA)       |                             |
| 167                         | Emmanuel Morin (FRA)        |                             |

| Nice Métropole Côte d'Azur NMC | Nice Métropole Côte d'Azur NMC | Nice Métropole Côte d'Azur NMC |
| ------------------------------ | ------------------------------ | ------------------------------ |
| Nr.                            | Rytter                         | Placering                      |
| 171                            | Jonathan Couanon (FRA)         | 71.                            |
| 172                            | Tristan Delacroix (FRA)        | 2.                             |
| 173                            | Damien Girard (FRA)            | 83.                            |
| 174                            | Jean Goubert (FRA)             | 76.                            |
| 175                            | Jean-Louis Le Ny (FRA)         | 72.                            |
| 176                            | Andrea Mifsud                  |                                |
| 177                            | Maxime Urruty (FRA)            | 75.                            |

| Arkéa-Samsic ARK | Arkéa-Samsic ARK          | Arkéa-Samsic ARK |
| ---------------- | ------------------------- | ---------------- |
| Nr.              | Rytter                    | Placering        |
| 1                | Clément Russo (FRA)       | 79.              |
| 2                | Nacer Bouhanni (FRA)      | 78.              |
| 3                | Kévin Vauquelin (FRA)     | 1.               |
| 4                | Clément Champoussin (FRA) | 26.              |
| 5                | Donavan Grondin (FRA)     | 89.              |
| 6                | Maxime Bouet (FRA)        | 45.              |
| 7                | Alessandro Verre (ITA)    | 68.              |

| Groupama-FDJ GFC | Groupama-FDJ GFC      | Groupama-FDJ GFC |
| ---------------- | --------------------- | ---------------- |
| Nr.              | Rytter                | Placering        |
| 11               | David Gaudu (FRA)     | 7.               |
| 12               | Kevin Geniets (LUX)   | 4.               |
| 13               | Romain Grégoire (FRA) | 17.              |
| 14               | Rudy Molard (FRA)     | 12.              |
| 15               | Quentin Pacher (FRA)  | 35.              |
| 16               | Thibaut Pinot (FRA)   | 14.              |
| 17               | Samuel Watson (GBR)   | 56.              |

| Cofidis COF | Cofidis COF              | Cofidis COF |
| ----------- | ------------------------ | ----------- |
| Nr.         | Rytter                   | Placering   |
| 21          | Benjamin Thomas (FRA)    | 32.         |
| 22          | Bryan Coquard (FRA)      | 33.         |
| 23          | Piet Allegaert (BEL)     | 61.         |
| 24          | Davide Cimolai (ITA)     | 60.         |
| 25          | Alexandre Delettre (FRA) | 69.         |
| 26          | Victor Lafay (FRA)       | 13.         |
| 27          | Anthony Perez (FRA)      | 9.          |

| Trek-Segafredo TFS | Trek-Segafredo TFS      | Trek-Segafredo TFS |
| ------------------ | ----------------------- | ------------------ |
| Nr.                | Rytter                  | Placering          |
| 31                 | Toms Skujiņš (LAT)      | 25.                |
| 32                 | Julien Bernard (FRA)    | 24.                |
| 33                 | Dario Cataldo (ITA)     | 51.                |
| 34                 | Kenny Elissonde (FRA)   | 21.                |
| 35                 | Alex Kirsch (LUX)       |                    |
| 36                 | Mattias Skjelmose (DEN) | 5.                 |

| AG2R Citroën Team ACT | AG2R Citroën Team ACT        | AG2R Citroën Team ACT |
| --------------------- | ---------------------------- | --------------------- |
| Nr.                   | Rytter                       | Placering             |
| 41                    | Franck Bonnamour (FRA)       | DNF-2                 |
| 42                    | Mikaël Cherel (FRA)          | 23.                   |
| 43                    | Felix Gall (AUT)             | 6.                    |
| 44                    | Aurélien Paret-Peintre (FRA) | 2.                    |
| 45                    | Pierre Gautherat (FRA)       | 59.                   |
| 46                    | Bastien Tronchon (FRA)       | 42.                   |
| 47                    | Clément Venturini (FRA)      | 29.                   |

| EF Education-EasyPost EFE | EF Education-EasyPost EFE      | EF Education-EasyPost EFE |
| ------------------------- | ------------------------------ | ------------------------- |
| Nr.                       | Rytter                         | Placering                 |
| 51                        | Esteban Chaves (COL)           | 28.                       |
| 52                        | Jonathan Caicedo (ECU)         | 52.                       |
| 53                        | Hugh Carthy (GBR)              | 15.                       |
| 54                        | Jefferson Alveiro Cepeda (ECU) | 47.                       |
| 55                        | Andrea Piccolo (ITA)           |                           |
| 56                        | Neilson Powless (USA)          | 3.                        |
| 57                        | James Shaw (GBR)               | 46.                       |

| Team DSM DSM | Team DSM DSM             | Team DSM DSM |
| ------------ | ------------------------ | ------------ |
| Nr.          | Rytter                   | Placering    |
| 61           | Romain Bardet (FRA)      | 8.           |
| 62           | Marco Brenner (GER)      | 66.          |
| 63           | Leon Heinschke (GER)     | 91.          |
| 64           | Lorenzo Milesi (ITA)     |              |
| 65           | Max Poole (GBR)          | 27.          |
| 66           | Florian Stork (GER)      |              |
| 67           | Henri Vandenabeele (BEL) | 55.          |

| Lotto Dstny Development Team LDD | Lotto Dstny Development Team LDD | Lotto Dstny Development Team LDD |
| -------------------------------- | -------------------------------- | -------------------------------- |
| Nr.                              | Rytter                           | Placering                        |
| 71                               | Lennert Van Eetvelt (BEL)        | 18.                              |
| 72                               | Ramses Debruyne (BEL)            | 50.                              |
| 73                               | Joshua Giddings (GBR)            |                                  |
| 74                               | Alec Segaert (BEL)               |                                  |
| 75                               | Jarne Van De Paar (BEL)          |                                  |
| 76                               | Lorenz Van De Wynkele (BEL)      |                                  |
| 77                               | Jago Willems (BEL)               | 64.                              |

| TotalEnergies TEN | TotalEnergies TEN        | TotalEnergies TEN |
| ----------------- | ------------------------ | ----------------- |
| Nr.               | Rytter                   | Placering         |
| 81                | Mathieu Burgaudeau (FRA) | 39.               |
| 82                | Fabien Doubey (FRA)      | 19.               |
| 83                | Sandy Dujardin (FRA)     | 79.               |
| 84                | Valentin Ferron (FRA)    | 31.               |
| 85                | Julien Simon (FRA)       | 34.               |
| 86                | Anthony Turgis (FRA)     |                   |
| 87                | Alexis Vuillermoz (FRA)  | 30.               |

| Uno-X Pro Cycling Team UXT | Uno-X Pro Cycling Team UXT       | Uno-X Pro Cycling Team UXT |
| -------------------------- | -------------------------------- | -------------------------- |
| Nr.                        | Rytter                           | Placering                  |
| 91                         | Jonas Gregaard (DEN)             | 22.                        |
| 92                         | Idar Andersen (NOR)              |                            |
| 93                         | Jacob Hindsgaul (DEN)            | 88.                        |
| 94                         | Ådne Holter (NOR)                | 70.                        |
| 95                         | Anders Halland Johannessen (NOR) |                            |
| 96                         | Torstein Træen (NOR)             | 10.                        |
| 97                         | Martin Bugge Urianstad (NOR)     | 43.                        |

| Q36.5 Pro Cycling Team Q36 | Q36.5 Pro Cycling Team Q36 | Q36.5 Pro Cycling Team Q36 |
| -------------------------- | -------------------------- | -------------------------- |
| Nr.                        | Rytter                     | Placering                  |
| 101                        | Negasi Abreha (ETH)        |                            |
| 102                        | Alessandro Fedeli (ITA)    | 57.                        |
| 103                        | Cyrus Monk (AUS)           | 81.                        |
| 104                        | Kamil Małecki (POL)        | 63.                        |
| 105                        | Tom Devriendt (BEL)        |                            |
| 106                        | Tobias Ludvigsson (SWE)    | 40.                        |
| 107                        | Matteo Moschetti (ITA)     | 80.                        |

| Bingoal WB BWB | Bingoal WB BWB            | Bingoal WB BWB |
| -------------- | ------------------------- | -------------- |
| Nr.            | Rytter                    | Placering      |
| 111            | Alexis Guérin (FRA)       | 58.            |
| 112            | Julian Mertens (BEL)      | 48.            |
| 113            | Rémy Mertz (BEL)          | 37.            |
| 114            | Dimitri Peyskens (BEL)    | 65.            |
| 115            | Marco Tizza (ITA)         | 16.            |
| 116            | Aaron Van der Beken (BEL) | 62.            |
| 117            | Nathan Vandepitte (FRA)   | 96.            |

| Go Sport-Roubaix Lille Métropole GRL | Go Sport-Roubaix Lille Métropole GRL | Go Sport-Roubaix Lille Métropole GRL |
| ------------------------------------ | ------------------------------------ | ------------------------------------ |
| Nr.                                  | Rytter                               | Placering                            |
| 121                                  | Célestin Guillon (FRA)               | DNF-2                                |
| 122                                  | Maxime Jarnet (FRA)                  | 54.                                  |
| 123                                  | Maximilien Juillard (FRA)            | 53.                                  |
| 124                                  | Samuel Leroux (FRA)                  | 85.                                  |
| 125                                  | Tom Mainguenaud (FRA)                | 74.                                  |
| 126                                  | Kenny Molly (BEL)                    | DNF-2                                |

| Saint Michel-Mavic-Auber 93 AUB | Saint Michel-Mavic-Auber 93 AUB | Saint Michel-Mavic-Auber 93 AUB |
| ------------------------------- | ------------------------------- | ------------------------------- |
| Nr.                             | Rytter                          | Placering                       |
| 131                             | Rudy Barbier (FRA)              |                                 |
| 132                             | Romain Cardis (FRA)             | 41.                             |
| 133                             | Nicolas Debeaumarché (FRA)      |                                 |
| 134                             | Théo Delacroix (FRA)            | DNF-2                           |
| 135                             | Joris Delbove (FRA)             |                                 |
| 136                             | Anthony Maldonado (FRA)         |                                 |
| 137                             | Flavien Maurelet (FRA)          |                                 |

| Leopard TOGT Pro Cycling LTP | Leopard TOGT Pro Cycling LTP     | Leopard TOGT Pro Cycling LTP |
| ---------------------------- | -------------------------------- | ---------------------------- |
| Nr.                          | Rytter                           | Placering                    |
| 141                          | Mathias Bregnhøj (DEN)           | 11.                          |
| 142                          | Oliver Knudsen (DEN)             | 87.                          |
| 143                          | Andreas Stokbro (DEN)            | 49.                          |
| 144                          | Mads Østergaard Kristensen (DEN) | 98.                          |
| 145                          | Emil Vinjebo (DEN)               |                              |
| 146                          | Cédric Pries (LUX)               | 97.                          |
| 147                          | Colin Heiderscheid (LUX)         | 95.                          |

| Astana Qazaqstan Development Team AQD | Astana Qazaqstan Development Team AQD | Astana Qazaqstan Development Team AQD |
| ------------------------------------- | ------------------------------------- | ------------------------------------- |
| Nr.                                   | Rytter                                | Placering                             |
| 151                                   | Nicolas Vinokurov (KAZ)               | 92.                                   |
| 152                                   | Harold Martín López (ECU)             | 38.                                   |
| 153                                   | Alexander Winokurow (KAZ)             | 99.                                   |
| 154                                   | Jevgenij Giditj (KAZ)                 | 93.                                   |
| 155                                   | Daniil Pronskij (KAZ)                 | 73.                                   |
| 156                                   | Andrej Remkhe (KAZ)                   | 82.                                   |
| 157                                   | Andrej Zejts (KAZ)                    | 86.                                   |

| CIC U Nantes Atlantique UCN | CIC U Nantes Atlantique UCN | CIC U Nantes Atlantique UCN |
| --------------------------- | --------------------------- | --------------------------- |
| Nr.                         | Rytter                      | Placering                   |
| 161                         | Jordan Jegat (FRA)          | 36.                         |
| 162                         | Yaël Joalland (FRA)         | 77.                         |
| 163                         | Léo Danès (FRA)             |                             |
| 164                         | Maël Guégan (FRA)           | 84.                         |
| 165                         | Robin Plamondon (CAN)       | 44.                         |
| 166                         | Lucas Bourgoyne (USA)       |                             |
| 167                         | Emmanuel Morin (FRA)        |                             |

| Nice Métropole Côte d'Azur NMC | Nice Métropole Côte d'Azur NMC | Nice Métropole Côte d'Azur NMC |
| ------------------------------ | ------------------------------ | ------------------------------ |
| Nr.                            | Rytter                         | Placering                      |
| 171                            | Jonathan Couanon (FRA)         | 71.                            |
| 172                            | Tristan Delacroix (FRA)        | 2.                             |
| 173                            | Damien Girard (FRA)            | 83.                            |
| 174                            | Jean Goubert (FRA)             | 76.                            |
| 175                            | Jean-Louis Le Ny (FRA)         | 72.                            |
| 176                            | Andrea Mifsud                  |                                |
| 177                            | Maxime Urruty (FRA)            | 75.                            |